# Hulusi Akar

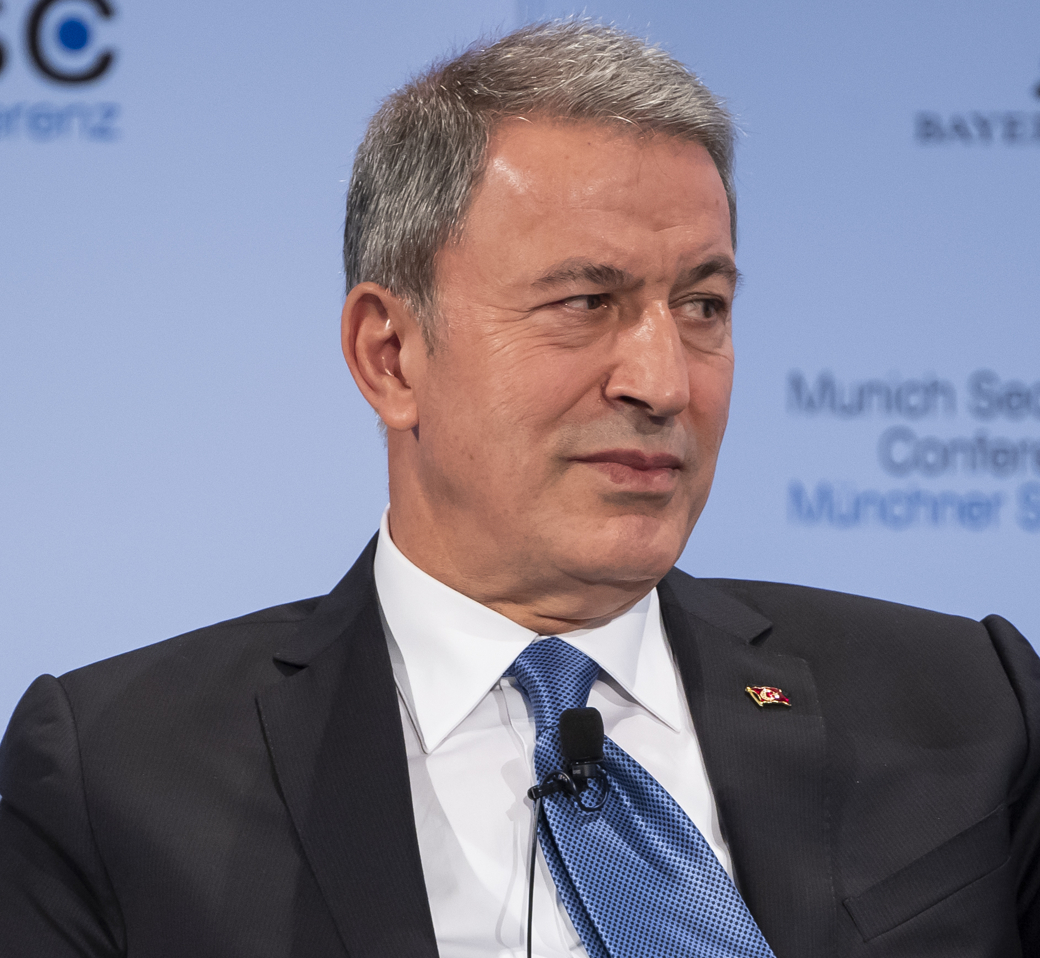
Akar während der 55. MSC 2019

Hulusi Akar (* 12. März 1952 in Kayseri) war bis zum 8. Juli 2018 ein General der türkischen Streitkräfte (Türk Silahlı Kuvvetleri), der Kommandeur des Heeres (Türk Kara Kuvvetleri) und vom 15. August 2015 bis zum 16. Juli 2018 Chef des Generalstabes und damit als Genelkurmay Başkanı militärischer Befehlshaber der Streitkräfte. Zudem war er von 9. Juli 2018 bis zum 5. Juni 2023 Verteidigungsminister seines Landes.

## Leben

### Ausbildung zum Offizier und Generalstabsoffizier

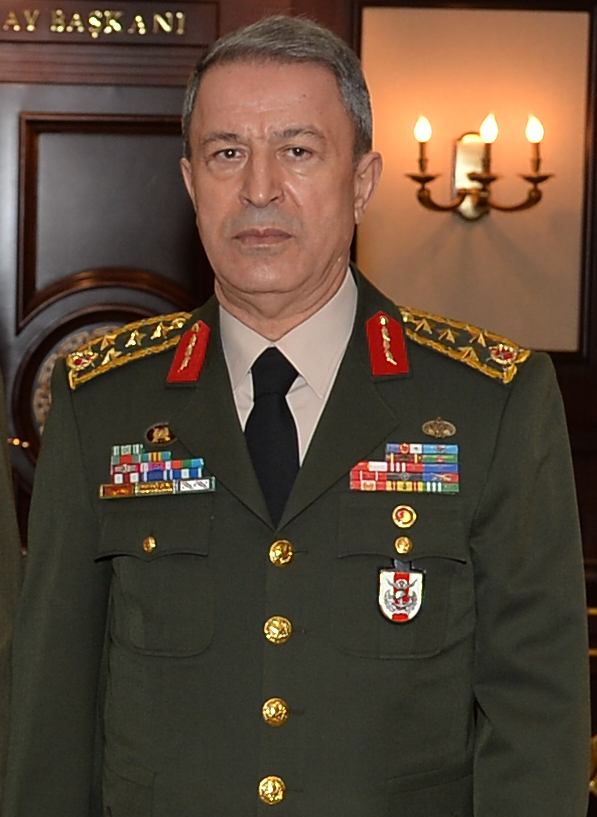
General Hulusi Akar (2016)

Akar trat nach dem Schulbesuch in die Streitkräfte ein und war 1972 Absolvent der Heeresschule (Kara Harp Okulu) sowie 1973 Absolvent der Infanterieschule (Piyade Okulu). In der Folgezeit fand er zwischen 1973 und 1980 Verwendungen als Offizier in Thrakien, bei der Friedenstruppe der Vereinten Nationen auf Zypern UNFICYP (United Nations Peacekeeping Force in Cyprus), bei der Heeresschule, als Kompaniechef sowie als Informationstechnologieoffizier.
1982 war er Absolvent der Heeresakademie (Kara Harp Akademisi) sowie 1985 der Streitkräfteakademie (Silahlı Kuvvetler Akademisi). Zwischenzeitlich folgten verschiedene Verwendungen im Generalstab sowie im Büro des Generalstabschefs, als Chef der Operationsabteilung und der Ausbildungsabteilung einer Einheit sowie als Generalstabsoffizier. Nachdem er 1987 die US Military Academy (USMA) in West Point absolviert hatte, wurde er zunächst Dozent an der Heeresakademie und war im Anschluss Nachrichtenoffizier im Hauptquartier der Alliierten NATO-Streitkräfte in Südeuropa AFSOUTH (Allied Forces Southern Europe) in Neapel. Nach seiner Rückkehr in die Türkei war er von 1993 bis 1994 Offizier für Öffentlichkeitsarbeit und im Anschluss zwischen 1994 und 1997 Offizier im Büro des Generalstabschefs.

### Aufstieg zum General und Generalstabschef
Nach einer Verwendung von 1997 bis 1998 im Hauptquartier des türkischen Truppenkontingents bei der UN-Mission in Bosnien und Herzegowina UNMIBH (United Nations Mission in Bosnia and Herzegovina) wurde Akar 1998 zum Brigadegeneral (Tuğgeneral) befördert und Kommandeur der 51. Spezialeinsatzbrigade (51. İç Güvenlik Piyade) in Hozat. Anschließend war er zwischen 2000 und 2002 bei der NATO in der Abteilung für Planung und Politik im AFSOUTH-Hauptquartier in Neapel tätig.
2002 erfolgte seine Beförderung zum Generalmajor (Tümgeneral). Als solcher war Akar zunächst von 2002 bis 2005 Kommandeur der Heeresschule sowie anschließend zwischen 2005 und 2007 Kommandeur der Heeresakademie. Nachdem er 2007 zum Generalleutnant (Korgeneral) befördert worden war, übernahm er zwischen 2007 und 2009 die Funktion als Befehlshaber des Logistikkommandos des Heers (Kara Kuvvetleri Lojistik Komutanlığı) in Ankara. Daraufhin war von 2009 bis 2011 Kommandierender General des in Şişli stationierten 3. Korps, das als schneller Einsatzverband NRDC-T (NATO Rapid Deployable Corps-Turkey ) zur NATO-Reaktionsstreitmacht (NATO Response Force) (NRF) gehört.
2011 wurde Akar zum General (Orgeneral) befördert und übernahm als Nachfolger von General Aslan Güner am 30. August 2011 das Amt als stellvertretender Generalstabschef (Genelkurmay II. Başkanı). Auf diesem Posten verblieb er bis zu seiner Ablösung durch General Yaşar Güler am 22. August 2013, während er selbst Nachfolger von General Hayri Kıvrıkoğlu Oberkommandierender des Heeres (Kara Kuvvetleri Komutanı) wurde.

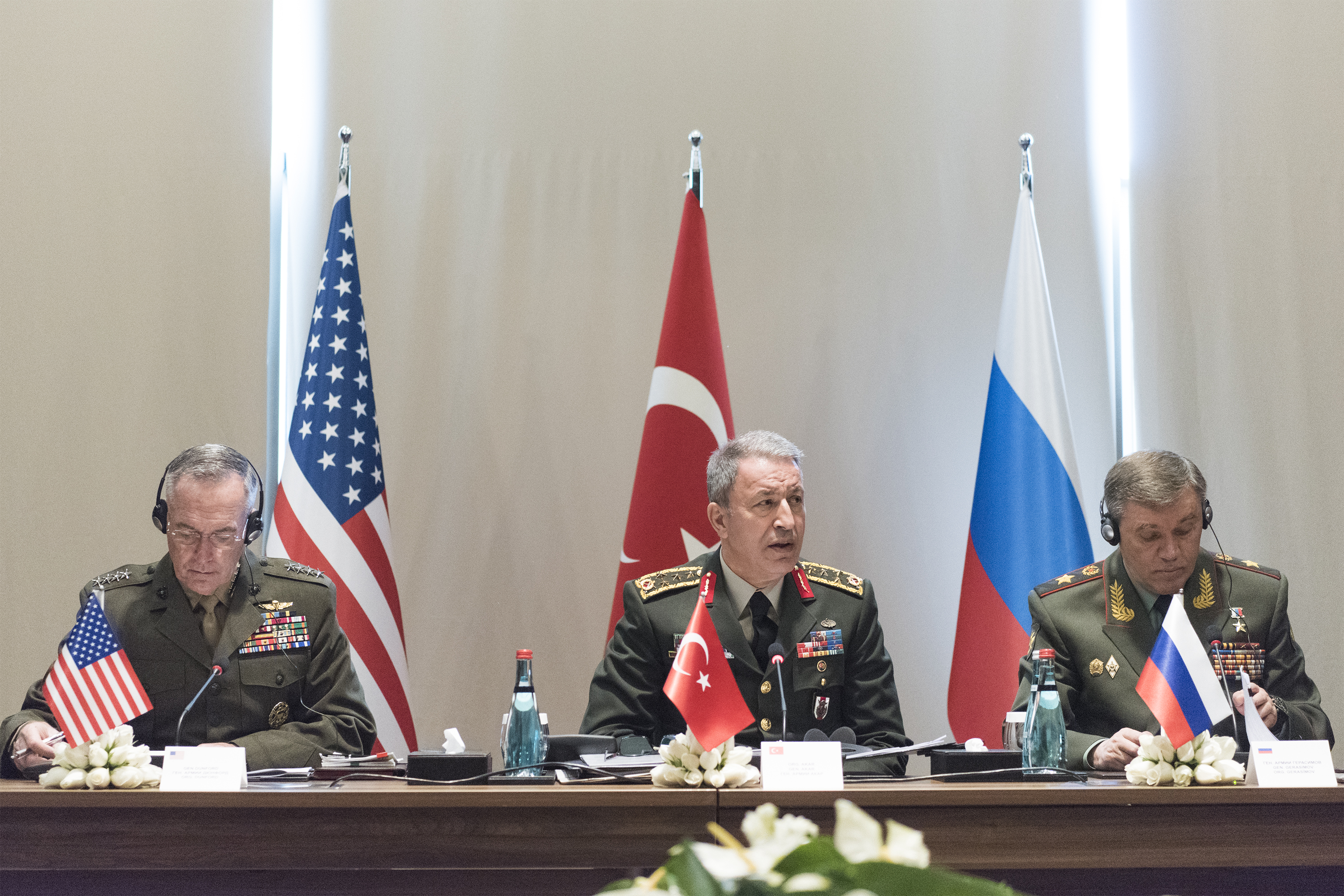
Joseph Dunford, Hulusi Akar und Waleri Gerassimow besprechen die Militäroperation ihrer Länder in Nordsyrien, März 2017

Am 18. August 2015 wurde General Akar zum Chef des Generalstabes (Genelkurmay Başkanı) ernannt und damit zum Nachfolger von General Necdet Özel. Als solcher war er als Vorsitzender des Generalstabes militärischer Befehlshaber der Streitkräfte und auch Mitglied im Nationalen Sicherheitsrat (Millî Güvenlik Kurulu). Sein Nachfolger als Oberkommandierender des Heeres wurde daraufhin General Salih Zeki Çolak.
General Akar, der für seine militärischen Verdienste mehrmals mit in- und ausländischen Orden ausgezeichnet wurde, absolvierte Studiengänge an der Technischen Universität des Nahen Ostens, an der Universität Ankara sowie an der Bosporus-Universität.

### Verteidigungsminister
Am 9. Juli 2018 wurde er von Präsident Erdoğan zum Verteidigungsminister ernannt. Dieses Amt übergab er am 3. Juni 2023 an seinen Nachfolger Yaşar Güler.

### Privates
Akar ist mit Şule Akar verheiratet und hat mit ihr zwei Kinder.

## Seine Rolle im Putschversuch 2016
Während des Putschversuches am 15. Juli 2016 wurde Akar im Hauptquartier der Streitkräfte in Ankara von seinen eigenen putschenden Leuten als Geisel genommen und mit einem Hubschrauber zu deren Hauptquartier außerhalb von Ankara gebracht. Auf dem Luftwaffenstützpunkt Akinci nordwestlich von Ankara wollten die Putschisten Akar zwingen, die Putsch-Erklärung zu unterzeichnen. Sein Adjutant, Levent Türkkan, soll ihm eine Waffe an den Kopf gehalten haben. Angeblich soll einer seiner Geiselnehmer, General Hakan Evrim, Akar vorgeschlagen haben, mit Fethullah Gülen in den USA zu sprechen, um seine Meinung zum Putsch zu ändern. Akar habe dies abgelehnt. Schnell wurde klar, dass der Putsch scheitern würde.
Ministerpräsident Binali Yıldırım ernannte in der Nacht zum 16. Juli General Ümit Dündar kommissarisch zum neuen Militärchef. Im Laufe der Nacht konnten Sicherheitskräfte Akar im Luftwaffenstützpunkt Akinci aus der Gewalt der Putschisten befreien.